# Lena (filme)
Lena é um filme realizado em 2001 por Gonzalo Tapia.

## Elenco
- Manuel Manquiña - Gorrión
- Marta Larralde - Lena
- Robert Alvarez - Milio
- Vitor Norte - Cachero
- Luis Tosar - Gitano
- Iván Hermés - Manu
- Luis Zahera - Antonio
- Carlos Kaniowsky - Esteban
- Antón Reixa - Fernandez
- Nuria Sanz - Mariola
- Irene García - Carmen
- Israel Rodríguez - Toño
- Andrés Fraga - Sebe
- Josito Porto - Ramón
- Carmen Segarra - Mulher